# رخداد (فلسفه)

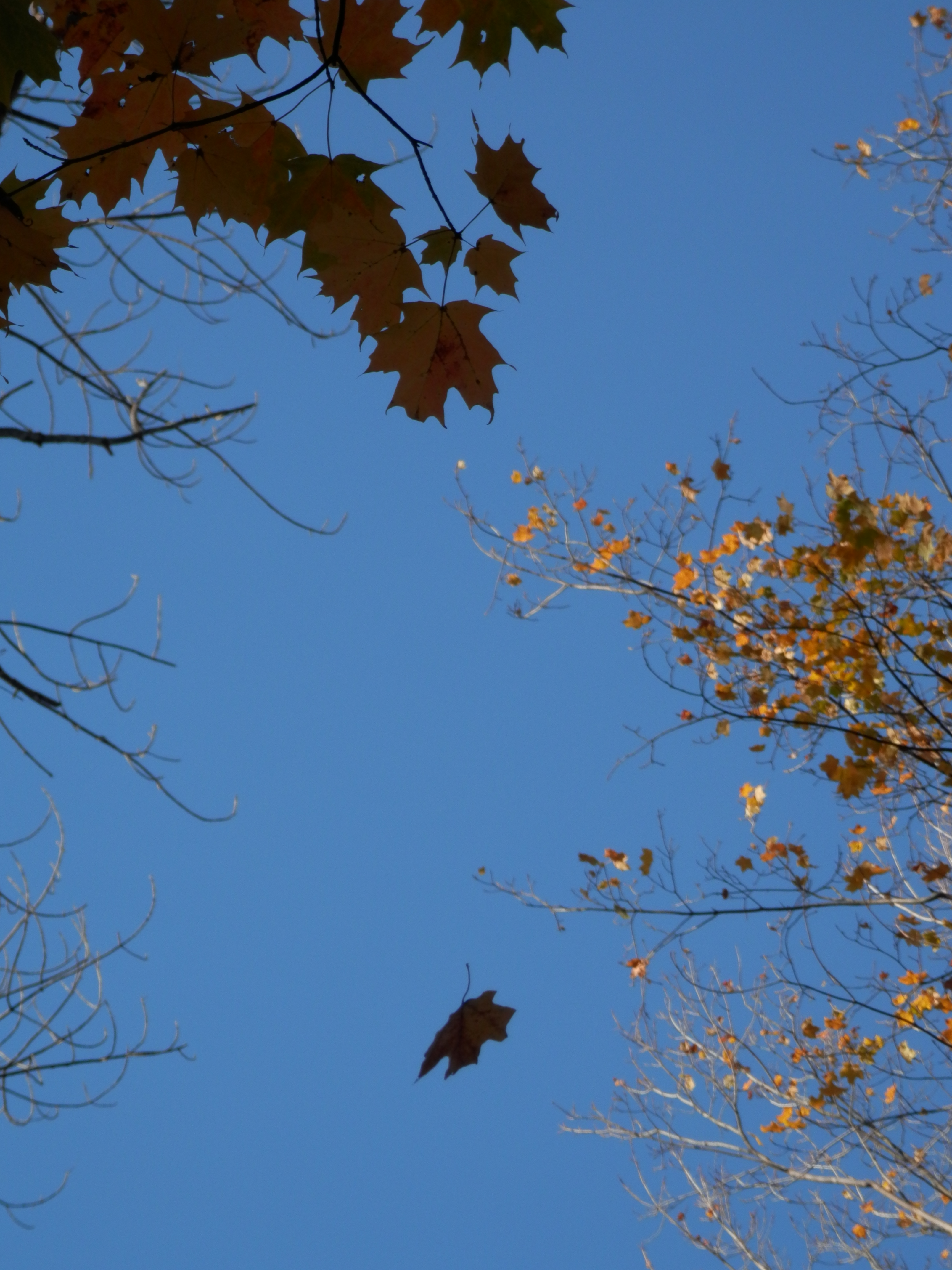
سقوط برگ

رخداد یا رویداد (به انگلیسی: Event) در فلسفه، یک «ابژه در زمان» یا «تحقق یک ویژگی در یک ابژه» تعریف می‌شود. با این وجود، هیچ تعریف کلی و مورد توافقی از این مقوله به دست نیامده است و نظریات متعددی دربارۀ آن وجود دارد. این واژه از ریشۀ لاتین evenire به معنای «از جایی بیرون آمدن» یا «وارد شدن» می‌آید، که بر ماهیت پویا و نوظهور آن دلالت دارد.
در زندگی روزمره، ما دائماً از «رخداد» یا «رویداد» حرف می‌زنیم: یک مسابقۀ فوتبال، یک جشن تولد، یا یک کشف علمی. اما وقتی فیلسوفان این واژه را به کار می‌برند، به دنبال فهم عمیق‌تر آن هستند. به زبان ساده، یک رخداد فلسفی هر چیزی است که در زمان اتفاق می‌افتد؛ مانند «قرمز شدن یک سیب» یا «فرو ریختن یک ساختمان». با این حال، ارائۀ یک تعریف دقیق که همۀ فیلسوفان بر سر آن توافق داشته باشند، بسیار دشوار بوده است. این مفهوم در قرن بیستم با ظهور پدیدارشناسی و پراگماتیسم اهمیت ویژه‌ای یافت.
به طور کلی، دو رویکرد اصلی برای فهم رخداد وجود دارد:
۱.  رویکرد تحلیلی: این رویکرد مانند یک دانشمند تلاش می‌کند تا با ارائۀ فرمول‌ها و قوانین دقیق، ساختار منطقی یک رخداد را کالبدشکافی کند.
۲.  رویکرد قاره‌ای: این رویکرد مانند یک مورخ یا هنرمند، به رخداد به مثابه یک «نقطۀ عطف» نگاه می‌کند که معنای زندگی و تاریخ را دگرگون می‌سازد.
«رخداد» مفهومی بسیار پیچیده و چندلایه است. از یک سو، فیلسوفان تحلیلی می‌کوشند تا آن را مانند یک مسئلۀ ریاضی با فرمول‌های دقیق تعریف و تحدید کنند. از سوی دیگر، فیلسوفان قاره‌ای به آن به مثابه یک راز، یک گسست معنادار، یا یک نقطۀ عطف در تاریخ و زندگی می‌نگرند. شاید بهترین توصیف این باشد که رخداد مفهومی جذاب اما گریزپاست همچنان یکی از غنی‌ترین و پویاترین موضوعات فلسفی باقی مانده است

## بخش اول: ریشه‌های تاریخی و مبانی تعریف

### ریشه‌های باستانی و معنایی
ایدهٔ یک «واقعهٔ مهم» ریشه‌های عمیقی در اندیشهٔ بشری دارد. در یونان باستان، مفهوم کایروس (Kairos) برای اشاره به یک لحظهٔ خاص و سرنوشت‌ساز به کار می‌رفت؛ یک «زمان مناسب یا فرصت مغتنم» که در آن اتفاق مهمی رخ می‌دهد. کایروس در تقابل با کرونوس (Chronos) قرار داشت؛ اگر کرونوس به زمان کمّی، خطی و قابل اندازه‌گیری با ساعت اشاره دارد، کایروس بیانگر زمان کیفی، گسسته و تعیین‌کننده است.
ریشۀ لغوی واژه فرانسوی événement نیز جالب توجه است. این واژه از لاتین evenire به معنای «از جایی بیرون آمدن» یا «وارد شدن» می‌آید و eventus به معنای «نتیجه» یا «سرانجام موفقیت‌آمیز» است که بر ماهیت پویا و نوظهور آن دلالت دارد.

### مبانی تعریف فلسفی
در فلسفۀ معاصر، یکی از اولین پرسش‌ها این بود: آیا رخداد حتماً باید همراه با «تغییر» باشد؟ برای مثال، «خشک شدن چمن» یک رخداد است، زیرا ویژگی چمن از «مرطوب» به «خشک» تغییر کرده است. اما آیا «مرطوب ماندن چمن» هم یک رخداد است؟ برخی فیلسوفان پاسخ مثبت می‌دهند و معتقدند حفظ یک وضعیت نیز نوعی رخداد محسوب می‌شود.
نکتۀ مهم این است که رخدادها اموری «جزئی» (particulars) و منحصر به فرد هستند؛ یعنی برخلاف مفاهیم کلی مانند «قرمزی» یا «عدالت»، یک رخداد خاص نمی‌تواند در زمان دیگری دقیقاً تکرار شود. رخدادها همچنین می‌توانند ساده یا پیچیده باشند. «فرآیندها» رخدادهایی پیچیده هستند که از دنباله‌ای از رخدادهای دیگر تشکیل شده‌اند. اما حتی یک رخداد ساده را نیز می‌توان یک موجودیت پیچیده در نظر گرفت که شامل یک ابژه، یک زمان و ویژگی‌ای است که آن ابژه در آن زمان از خود بروز می‌دهد.

### رخداد به مثابه چالش برای جبرگرایی
ظهور یک رخداد با مفهوم «امر غیرمنتظره» گره خورده است. امر غیرمنتظره نیز به امکان بروز «تصادف» و خروج از زنجیرۀ علیّت قابل پیش‌بینی اشاره دارد. به همین دلیل، مفهوم رخداد، «جبرگرایی مکانیکی» را به چالش می‌کشد و ایدۀ یک فرآیند خلاق و حتی عملکردی غیرعقلانی در واقعیت را پیش می‌کشد. به تعبیر ژان-میشل بنیه (Jean-Michel Besnier)، رخداد «چیزی است که از زنجیرۀ علیّ می‌گریزد و در برابر عقلانیتی که می‌خواهد آن را در دل علیّت ثبت کند، مقاومت می‌کند».

## رویکرد تحلیلی؛ تلاش برای یافتن فرمول رخداد
فیلسوفان تحلیلی می‌خواهند بدانند یک رخداد دقیقاً از چه اجزایی تشکیل شده و چه زمانی می‌توانیم بگوییم دو رخداد با هم «یکسان» هستند. این رویکرد که در آثار فیلسوفانی چون آلفرد نورث وایتهد و دونالد دیویدسون پیشینه دارد، بعدها در زبان‌شناسی و در حوزۀ «معناشناسی رخداد» (event semantics) نیز تأثیرگذار بود.

### نظریۀ ساختارمند جِیگوُن کیم: فرمول [ابژه، ویژگی، زمان]
فیلسوف کره‌ای-آمریکایی، جیگون کیم، یک «فرمول» دقیق برای رخدادها پیشنهاد داد. از دید او، هر رخداد سه بخش دارد:
1. ابژه (Object): چیزی که رخداد برای آن اتفاق می‌افتد [x].
2. ویژگی (Property): خصوصیتی که ابژه پیدا می‌کند یا نشان می‌دهد [P].
3. زمان (Time): لحظه یا بازه‌ای که رخداد در آن رخ می‌دهد [t].

بر اساس شرط وجود، رخداد [x, P, t] وجود دارد اگر ابژۀ x ویژگی P را در زمان t داشته باشد. بر اساس شرط این‌همانی، دو رخداد تنها زمانی یکسانند که هر سه جزء فرمولشان کاملاً یکسان باشد. برای مثال، رخدادِ «جوش آمدن آب در ساعت ۱۰ صبح» را می‌توان این‌گونه فرموله کرد: [آب [x]، ویژگیِ جوش آمدن [P]، ساعت ۱۰ صبح [t]]. طبق نظر کیم، دو رخداد تنها زمانی با هم یکسان هستند که هر سه جزء فرمولشان (ابژه، ویژگی و زمان) کاملاً یکسان باشد.
کیم همچنین پنج ویژگی دیگر برای رخدادها برمی‌شمارد: 
(یک) رخدادها جزئی، تکرارنشدنی و تغییرناپذیرند. این سه صفت، اساس نگاه کیم به رخداد را تشکیل می‌دهند:
جزئی (Particular): این ویژگی به این معناست که هر رخداد، یک واقعۀ انضمامی و منحصر به فرد است، نه یک مفهوم کلی. برای مثال، «افتادن» یک مفهوم کلی (universal) است، اما «افتادنِ این سیبِ خاص از آن درخت در ساعت پنج عصر امروز» یک رخداد جزئی و مشخص است.
تکرارنشدنی (Unrepeatable): از آنجا که هر رخداد به یک زمان t معین گره خورده است، ذاتاً تکرارناپذیر است. اگر فردا سیب دیگری از همان درخت بیفتد، آن یک رخداد «جدید» است، زیرا جزء زمانیِ t آن متفاوت است. بنابراین، هیچ رخدادی نمی‌تواند دو بار اتفاق بیفتد.
تغییرناپذیر (Unchangeable): این ویژگی در ابتدا ممکن است عجیب به نظر برسد، زیرا بسیاری از رخدادها خودشان «تغییر» هستند. منظور کیم این است که خودِ «رخداد» به عنوان یک واحد هستی‌شناختی، پس از وقوع، ثابت و تغییرناپذیر است. رخدادِ «جنگ جهانی دوم» تمام شده و به عنوان یک واقعۀ تاریخی، دیگر نمی‌توان ویژگی‌های آن را تغییر داد. این رخداد همان چیزی است که بود و در تاریخ ثبت شده است.
(دو) رخدادها جایگاهی نیمه‌زمانی (semi-temporal) دارند.
این عبارت به این معناست که اگرچه زمان برای هویت یک رخداد ضروری است، اما هویت آن را به طور کامل تشکیل نمی‌دهد. رخدادها در زمان «مکان‌یابی» می‌شوند، اما هویتشان ترکیبی از سه جزء ابژه، ویژگی و زمان است. به بیان دیگر، زمان یکی از پایه‌های هویت رخداد است، اما همۀ آن نیست.
(سه) تنها ویژگی برسازنده‌شان آن‌ها را از هم متمایز می‌کند.
این اصل برای تفکیک رخدادهای همزمان اهمیت دارد. فرض کنید شما [x] در ساعت ۱۰ صبح [t]، همزمان در حال «راه رفتن» [P1] و «آواز خواندن» [P2] هستید. از دید کیم، ما در اینجا با دو رخداد کاملاً مجزا روبرو هستیم:
- رخداد اول: [شما، راه رفتن، ساعت ۱۰]
- رخداد دوم: [شما، آواز خواندن، ساعت ۱۰]

از آنجا که ویژگی P1 (راه رفتن) با P2 (آواز خواندن) متفاوت است، این دو رخداد نیز متفاوتند، حتی اگر ابژه و زمانشان یکسان باشد. این راه‌حل کیم برای مشکلی است که دیویدسون با مثال «توپ فلزی» مطرح کرده بود.
(چهار) نگه داشتن یک ویژگی برسازنده به عنوان یک «رخداد عام» (generic event)، رابطه‌ای از نوع «گونه-نمونه» (type-token) میان رخدادها ایجاد می‌کند
رابطۀ گونه-نمونه (type-token) میان رخدادها یکی از مفاهیم کلیدی در فلسفه است که کیم از آن برای توضیح رابطۀ میان یک مفهوم کلی از رخداد و مصداق واقعی آن استفاده می‌کند.
- گونه (Type) یا رخداد عام (Generic Event): به یک دستۀ کلی از رخدادها اشاره دارد. مفاهیمی مانند «زلزله»، «انتخابات ریاست جمهوری» یا «جشن عروسی» همگی «گونه» هستند. ویژگی P در فرمول کیم، معرف گونهٔ رخداد است.
- نمونه (Token): به یک مصداق واقعی، مشخص و انضمامی از آن گونه اشاره دارد. برای مثال، «زلزلۀ بم در سال ۱۳۸۲» یا «جشن عروسی برادرم در هفتۀ گذشته»، هر کدام یک «نمونه» از گونه‌های مذکور هستند. بنابراین، فرمول [x, P, t] یک «نمونه» یا مصداق مشخص از «گونۀ» رخدادی P را تعریف می‌کند.

(پنجم) رخدادها به این سه جزء محدود نمی‌شوند.
این اصل، پاسخی پیشگیرانه به این نقد است که فرمول کیم بیش از حد ساده‌انگارانه است. کیم می‌پذیرد که یک رخداد در عالم واقع می‌تواند جنبه‌های بسیار بیشتری داشته باشد (مانند مکان، شدت، شیوه و...). با این حال، او معتقد است که سه جزء [x, P, t]، «هستۀ اصلی» و «شرط لازم برای هویت» یک رخداد را تشکیل می‌دهند. به عبارت دیگر، این سه جزء برای تعریف و تفکیک رخدادها کافی هستند، هرچند برای توصیف کامل آن‌ها ممکن است به اطلاعات بیشتری نیاز داشته باشیم.

#### بررسی نقدها و مباحث پیرامون نظریۀ کیم
نظریۀ دقیق و ساختارمند کیم، با سه چالش و نقد اساسی روبرو شده است:
نقد اول: غیبت «مکان» در فرمول (نقد مایلز برند)
مایلز برند (Myles Brand) استدلال می‌کند که حذف «مکان» از فرمول بنیادین رخداد، یک نقص جدی است. بسیاری از رخدادها، مانند یک «جنگ»، یک «طوفان» یا یک «کنسرت موسیقی»، به همان اندازه که در زمان رخ می‌دهند، در مکان نیز اتفاق می‌افتند. هویت «نبرد واترلو» به طور ذاتی به مکانی به نام واترلو گره خورده است. نظریۀ کیم هیچ جایی برای مؤلفۀ «مکان» (مثلاً s) در ساختار هویت‌بخش رخداد در نظر نمی‌گیرد و از این رو برای توصیف این دسته از رخدادها ناکافی به نظر می‌رسد.
نقد دوم: ابهام در مفهوم «ویژگی» (Property)
نظریۀ کیم عمیقاً به مفهوم «ویژگی» وابسته است، اما هرگز مشخص نمی‌کند که ماهیت این ویژگی‌ها چیست. این یک مسئلۀ بزرگ و قدیمی در فلسفه است. آیا ویژگی‌ها مفاهیمی کلی و افلاطونی هستند که مستقل از ابژه‌ها وجود دارند (Universals)؟ یا هر ویژگی، یک نمود منحصربه‌فرد و جزئی است که به همان ابژه وابسته است (Tropes)؟ کیم با سکوت در این باره، بخش مهمی از پایه‌های نظریه‌اش را مبهم باقی می‌گذارد.
پاسخ خود کیم به این نقد، پاسخی عمل‌گرایانه است. او می‌گوید ویژگی‌های اصلی که رخدادهای پایه‌ای را می‌سازند، احتمالاً باید در نسبت با یک «نظریۀ علمی» فهمیده شوند. یعنی آنچه ما به عنوان یک ویژگی معتبر می‌شناسیم، بستگی به هدف تبیینی ما دارد. برای فیزیک، ویژگی‌هایی مانند «جرم»، «بار الکتریکی» و «اسپین» مهم هستند و برای روان‌شناسی عامیانه، ویژگی‌هایی چون «خوشحال بودن» یا «عصبانی بودن».
نقد سوم: ذاتی بودن ابژه و زمان برای رخداد
این بحث به امکان‌های دیگر یک رخداد می‌پردازد (آنچه در فلسفه به آن مباحث «وجهی» یا modal می‌گویند). کیم موضعی بسیار سخت‌گیرانه دارد. از دید او، رخدادِ [سقراط، نوشیدن شوکران، سال ۳۹۹ ق.م] به طور ذاتی به «سقراط» و «سال ۳۹۹ ق.م» وابسته است. اگر به جای سقراط، افلاطون در همان زمان شوکران را می‌نوشید، آن یک رخداد کاملاً «متفاوت» بود. به همین ترتیب اگر سقراط در زمانی دیگر این کار را می‌کرد، باز هم رخدادی دیگر بود. برای کیم، ابژه و زمان، اجزای «ذاتی» (essential) هویت یک رخداد هستند.
اما این دیدگاه برای بسیاری غیرشهودی است. ممکن است کسی استدلال کند که رخداد اصلی «اعدام آن فیلسوف خردمند» بود و اینکه فاعل آن سقراط بود یا افلاطون، یک امر عرضی است. از این منظر، هستۀ اصلی رخداد، تحقق آن ویژگی («اعدام شدن») است و ابژه و زمان می‌توانستند متفاوت باشند. این نشان‌دهندۀ یک اختلاف نظر بنیادین دربارۀ این است که قلب تپنده و هویت اصلی یک رخداد را چه چیزی تشکیل می‌دهد.

### نظریۀ دیویدسون: آزمون این‌همانی از طریق علت و معلول
دونالد دیویدسون راه دیگری را پیشنهاد کرد. به جای نگاه کردن به اجزای درونی یک رخداد، او معتقد بود باید به روابط بیرونی آن نگاه کنیم. او دو «آزمون» برای یکسان بودن رخدادها معرفی کرد:
- آزمون علّی: دو رخداد یکسانند اگر علت‌ها و معلول‌هایشان یکی باشد.
- آزمون زمانی-مکانی: دو رخداد یکسانند اگر در مکان و زمان یکسانی رخ دهند.

اما خود دیویدسون با یک مثال این نظریه را به چالش کشید: فرض کنید یک توپ فلزی همزمان که «گرم می‌شود»، «می‌چرخد». آیا این دو یک رخداد هستند؟ این مثال نشان می‌دهد که تعریف این‌همانی بسیار پیچیده است.

### نظریۀ دیوید لوئیس: رخدادها در جهان‌های موازی
دیوید لوئیس انتزاعی‌ترین نظریه را دارد. برای فهم نظر او، باید با ایدۀ «جهان‌های ممکن» یا «جهان‌های موازی» آشنا شویم. لوئیس معتقد بود بی‌نهایت جهان دیگر در کنار جهان ما وجود دارند. از دید او، یک رخداد مانند «یک ردپا» است که در بسیاری از این جهان‌ها وجود دارد. به بیان دقیق‌تر، رخداد «مجموعه‌ای از تمام مناطق زمانی-مکانی در تمام جهان‌های ممکن است که آن رخداد در آن‌ها رخ می‌دهد». این نظریه بسیار بحث‌برانگیز است و طرفداران زیادی ندارد. این نظریه عمیقاً با «رئالیسم موجهه» (Modal Realism) او گره خورده است؛ دیدگاهی بحث‌برانگیز که معتقد است جهان‌های ممکن به اندازۀ جهان ما «واقعی» هستند. چهار نکتۀ کلیدی در نظریۀ او وجود دارد: ۱) اصل عدم تکرار (دو رخداد متفاوتند اگر حتی یک عضو متفاوت داشته باشند). ۲) وجود مناطقی که زیرمجموعۀ جهان‌های ممکن هستند. ۳) رخدادها توسط یک زمان ذاتی ساختارمند نمی‌شوند.

### رخداد و امور خلاف واقع
بحث دربارۀ جهان‌های ممکن، به مسئلۀ «امور خلاف واقع» یا Contrafactualité گره خورده است. این مفهوم به گزاره‌هایی شرطی اشاره دارد که دربارۀ رویدادهایی صحبت می‌کنند که رخ نداده‌اند اما «می‌توانستند» رخ دهند (مثلاً «اگر هیتلر در جنگ پیروز می‌شد، آنگاه...»). این گزاره‌ها در منطق موجهات و برای تبیین جهان‌های ممکن توسط فیلسوفانی چون سول کریپکی و دیوید لوئیس به کار رفته‌اند.

## رویکرد قاره‌ای؛ رخداد به مثابه یک نقطۀ عطف
در مقابل رویکرد تحلیلی، فیلسوفان قاره‌ای بیشتر به معنا، اهمیت و تأثیر دگرگون‌کنندۀ رخدادها علاقه‌مندند. در این دیدگاه، «رخداد» یک اتفاق عادی نیست، بلکه یک «گسست» یا «نقطۀ عطف» است که همه چیز را تغییر می‌دهد. این مفهوم در آثار متفکران اگزیستانسیالیست و پدیدارشناس، از جمله مارتین هایدگر با مفهوم کلیدی Ereignis (رخداد-تملک)، تا فیلسوفان پساساختارگرا و پست‌مدرن فرانسوی، نقشی محوری دارد.
در مقابل رویکرد تحلیلی، فیلسوفان قاره‌ای بیشتر به معنا، اهمیت و تأثیر دگرگون‌کنندۀ رخدادها علاقه‌مندند. در این دیدگاه، «رخداد» یک اتفاق عادی نیست، بلکه یک «گسست» یا «نقطۀ عطف» است که همه چیز را تغییر می‌دهد.

### رخداد در تاریخ و جامعه
- رخداد به مثابه جوهر تاریخ: متفکرانی چون بلز پاسکال و ولتر معتقد بودند که تاریخ را رخدادهای بزرگ می‌سازند. پاسکال با اشاره به مرگ ناگهانی اُلیور کرامول بر اثر سنگ کلیه می‌نویسد: «رم در آستانۀ لرزیدن زیر پای کرامول بود، اما آن سنگ‌ریزۀ کوچک آنجا قرار گرفت، و او مُرد».[۱۸] این نشان می‌دهد که یک رخداد کوچک می‌تواند مسیر تاریخ را عوض کند. کارل یاسپرس و آنتوان-آگوستن کورنو نیز تاریخ را زنجیره‌ای از رخدادهای منحصر به فرد می‌دانستند، هرچند کورنو معتقد بود هیچ نظریه‌ای نمی‌تواند این زنجیره را به طور کامل تبیین کند.[۱۹][۲۰][۲۱]
- نقد رخدادمحوری:  در مقابل، مورخان مکتب آنال (مانند مارک بلوخ) با این دیدگاه مخالف بودند. آن‌ها معتقد بودند که نباید یک رخداد را بُت کرد؛ اهمیت واقعی نه در خود رخداد، بلکه در بسترها و ساختارهای اجتماعی و اقتصادیِ بلندمدتی است که آن رخداد در آن رخ می‌دهد.[۲۲][۲۳][۲۴] ایگناسیو رامونت نیز در انتقاد از رسانه‌ها می‌نویسد که صرف «حضور در صحنۀ رخداد» برای فهم آن کافی نیست و نیازمند تحلیل و زمینه‌سازی است.[۲۵]

### رخداد در اندیشۀ آلن بدیو: یک اتفاق «ناممکن» که ممکن می‌شود
برای آلن بدیو، «رخداد» مفهومی کاملاً رادیکال است. او واقعیت را یک «وضعیت» (situation) می‌داند که بر اساس مجموعه‌ای از قوانین کار می‌کند. رخداد، پدیده‌ای است که طبق این قوانین «ناممکن» است و به همین دلیل «نیست» (وجود ندارد). رخداد یک «مداخله» (intervention) است که با وقوع خود، قوانین خودِ واقعیت را دگرگون می‌سازد تا بتواند به وجود آید. رخداد، برخلاف «فکت» (fact) که امری عادی و قابل توضیح است، یک گسست پیش‌بینی‌ناپذیر است که دارای سه لحظه است: لحظۀ «ایجابی» (irruptive) وقوع، لحظۀ «نمادین» (symbolic) ثبت در زبان، و لحظۀ «اجرایی» (performative) دگرگون‌سازی واقعیت.
فهم نظریۀ بدیو کمی دشوار است، اما می‌توان آن را با یک مثال روشن کرد. تصور کنید «واقعیت» مانند یک بازی شطرنج با قوانینی مشخص است. از دید بدیو، یک «رخداد» واقعی، مانند یک حرکت در این بازی است که طبق قوانین کاملاً «ممنوع» و «ناممکن» است. اما این حرکت به هر حال انجام می‌شود و با رخ دادنش، تمام قوانین بازی را برای همیشه تغییر می‌دهد. یک انقلاب سیاسی واقعی یا یک کشف علمی دوران‌ساز (مانند نظریۀ نسبیت اینشتین) می‌تواند نمونۀ یک رخداد بدیویی باشد. رخداد چیزی است که از دل قوانین موجود بیرون نمی‌آید، بلکه با وقوعش، قوانین جدیدی خلق می‌کند.

### رخداد در اندیشۀ ژیل دلوز: انقلابی درونی در نیروها
ژیل دلوز که در سال ۱۹۸۷ یک سخنرانی و در سال ۱۹۸۸ مقاله‌ای با عنوان «نشانه‌ها و رخدادها» در این باره منتشر کرد، نگاهی پویا به رخداد دارد. از دید او، «هر رخدادی انقلابی است»، زیرا علائم، کنش‌ها و ساختارها را در درون خود بازآرایی می‌کند. تمایز میان رخدادها نه بر اساس میزان آزادی یا شانس، بلکه بر پایۀ «شدت» (intensity) این انقلاب درونی است. برای دلوز، یک رخداد زیبا یا مهم، نه یک چیز ثابت، بلکه مجموعه‌ای پویا از نیروهایی است که در آن لحظه با هم ترکیب شده و چیز جدیدی را خلق کرده‌اند.

### دیگر صداها: اوله فوگ کیرکبی
فیلسوف دانمارکی، اوله فوگ کیرکبی (Ole Fogh Kirkeby)، سه‌گانۀ جامعی دربارۀ رخداد (به دانمارکی: "begivenheden") نوشته است و با الهام از نیکولاس کوزایی، سه سطح از رخداد را از هم متمایز می‌کند.